# Racing Athletic Club Casablanca
O Racing Athletic Club é um clube de futebol com sede em Casablanca, Marrocos. A equipe compete no Campeonato Marroquino de Futebol.

## História
Ex- Racing Club of Morocco e posteriormente Associação Marroquina de Alfândegas , é um dos clubes mais antigos de Marrocos. O clube foi fundado em 1917.

## Títulos
| NACIONAIS | NACIONAIS     | NACIONAIS | NACIONAIS   |
|           | Competição    | Títulos   | Temporadas  |
| --------- | ------------- | --------- | ----------- |
| Marrocos  | Botola 1      | 1         | 1971–72.    |
| Marrocos  | Taça do Trono | 2         | 1968, 1972. |
| Marrocos  | Botola 2      | 1         | 2000.       |

### Destaques
- Botola 1 :2X vice_campeão :  1962, 1965.
- Botola 2 :1X vice_campeão :  2017.

## Temporadas
- Botola 1 : 19 temporadas
- Botola 2 : 45 temporadas